# بيل كونلن
بيل كونلن (بالإنجليزية: Bill Conlin)‏ هو كاتب حول الرياضة أمريكي، ولد في 15 مايو 1934 في فيلادلفيا في الولايات المتحدة، وتوفي في 9 يناير 2014 في لارغو في الولايات المتحدة بسبب مرض.